# Boldoeae
Boldoeae je tribus američkog bilja od tri roda s ukupno 5 vrsta raširenih od Meksika do južnoameričkih Anda i otoka Galapagos. Čini dio porodice noćurkovki. 
Tipičan rod je Boldoa s jednom vrstom rasprostranjenom od Meksika do Venezuele.

## Rodovi
1. Salpianthus Humb. & Bonpl. (3 spp.)
2. Boldoa Cav. ex Lag. (1 sp.)
3. Cryptocarpus Kunth (1 sp.)